# Phylloptera lineapurpurea
Phylloptera lineapurpurea är en insektsart som beskrevs av Bruner, L. 1915. Phylloptera lineapurpurea ingår i släktet Phylloptera och familjen vårtbitare. Inga underarter finns listade i Catalogue of Life.